# Ташуља
Ташуља (слч. Tašuľa) насељено је мјесто са административним статусом сеоске општине (слч. obec) у округу Собранце, у Кошичком крају, Словачка Република.

## Становништво
| Година:    | 1994. | 2004.   | 2014.    | 2024.   |
| ---------- | ----- | ------- | -------- | ------- |
| Број људи: | 225   | 222     | 194      | 204     |
| Разлика:   |       | -1,33 % | -12,61 % | +5,15 % |

| Година:    | 2023. | 2024.   |
| ---------- | ----- | ------- |
| Број људи: | 203   | 204     |
| Разлика:   |       | +0,49 % |

Према подацима о броју становника из 2011. године насеље је имало 205 становника.